# Vestknatten
Vestknatten är en kulle i Antarktis. Den ligger i Östantarktis. Australien gör anspråk på området. Toppen på Vestknatten är 110 meter över havet.
Terrängen runt Vestknatten är kuperad söderut, men norrut är den platt. Terrängen runt Vestknatten sluttar norrut. Trakten är obefolkad. Det finns inga samhällen i närheten.